# Дхутанга
Дхутанга (пали dhutaṅga «отречение», термин, известный на тайском языке как «Тхудонг»; синг. ධුතාඞ්ග) представляет собой группу из тринадцати аскез или аскетических практик, наиболее часто соблюдаемых последователями Тайской лесной традиции буддизма Тхеравады. Хотя Будда не требовал выполнения этих практик, они были рекомендованы тем, кто тяготел к большему аскетизму. 

## Описание
Все лесные монахи соблюдают хотя бы одну из аскез дхутанги. Аскезы дхутанга предназначены для углубления практики медитации и способствуют ведению Святой жизни. Их цель — помочь практикующему развить непривязанность к материальным вещам, включая тело.

## Тринадцать практик дхутанги
В разных частях Палийского канона упоминается тринадцать аскетических практик. Кроме того, комментарий V века Висуддхимагга посвящает их обсуждению целую главу и перечисляет практики следующим образом: 
1. Практика ношения ветоши (памсукуликанга) — соблюдающий носит только одежду, сделанную из выброшенной или грязной ткани, и отказывается принимать и носить готовую одежды, предлагаемой домовладельцами.
2. Практика ношения тройного одеяния (тэчивариканга) — соблюдающий может иметь и носить только три рясы и никаких дополнительных одежд.
3. Практика пропитания милостыней (пиндапатиканга) — соблюдающий употребляет только пищу, собранную на пиндапате, отказываясь от пищи в вихаре или предложенной по приглашению в доме мирянина.
4. Практика сбора милостыни от дома к дому (сападаниканга) — во время сбора милостыни соблюдающий не пропускает ни одного дома, не выбирая для посещения только богатые или дома щедрых хозяев и т. д.
5. Практика одного приёма (экасаниканга) — приём пищи один раз в день и отказ от другой еды, предложенной до полудня. (монахи, если они не больны, не могут принимать пищу с полудня до рассвета следующего дня. )
6. Практика питания из чаши (паттапиндиканга) — соблюдающий ест только из своей чаши, в которой пища перемешивается, а не из тарелок.
7. Практика последующего отказа от еды (кхалу-паччха-бхаттиканга) — отказ от еды после того, как соблюдающий показал, что он удовлетворён, даже если миряне хотят предложить больше.
8. Практика лесного жителя (аранниканга) — отказ от жизни в городе или деревне, жизнь в уединении, вдали от всех отвлекающих факторов.
9. Практика обитания у корней дерева (руккхамуликанга) — жизнь под деревом без крова.
10. Практика обитания под открытым небом (аббхокасиканга) — отказ от крыши и укрытия под деревом, практику можно проводить, укрывшись палаткой из рясы.
11. Практика обитания в склепах (сусаниканга) — проживание в могильнике, на кладбище или месте кремации или поблизости от них (в древней Индии в таких местах были брошенные и непогребённые, а также некоторые частично кремированные трупы).
12. Практика использования любой постели (йатха-сантхатиканга) — довольствование любым жилищем, предназначенным для сна.
13. Практика сидельца (несаджиканга) — соблюдающий придерживается только трёх поз: стоячей, сидячей и при ходьбе и никогда не ложится.

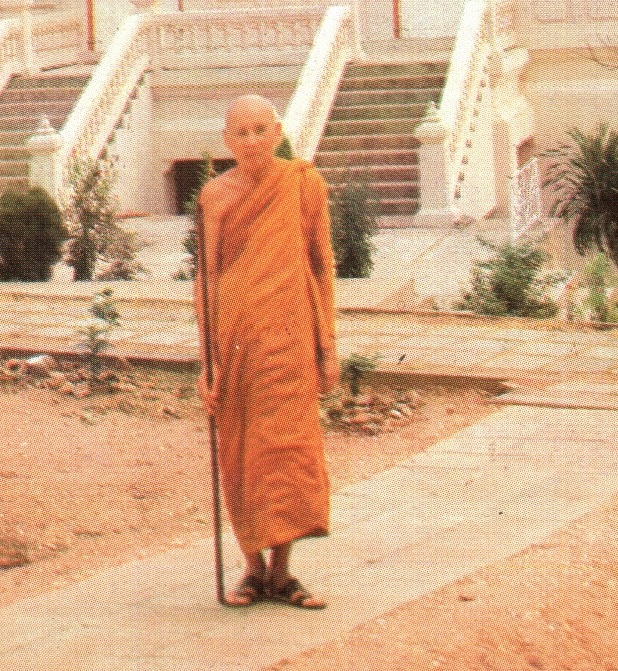
Тайский монах Аджан Тейт (Ajahn Thate)

## Знаменитые практикующие прошлого
1. Маха Кассапа Теро (величайший из практикующих Дхутанга)
2. Сарипутта Теро (величайший среди мудрых и величайший среди практикующих Дхутанга)
3. Хадиравания Ревата Теро (величайший среди лесных жителей)
4. Баккула Теро (величайший из сидельцев)
5. Мограджа Теро (величайший из носителей грубых ряс)
6. Налака Теро (новичок в Налака Патипада)

## Известные современные практикующие
- Таиланд — Ajahn Sao Kantasilo, Ajahn Mun Bhuridatta, Аджан Ли[англ.], Аджан Ча[англ.], Luang Pu Waen Sucinno, Ajahn Thate
- Шри-Ланка —  Ньянавимала Тхера, Биккху Ковида, Матара Шри Нанарама Махатера, Катукурунде Нанананда Тхера, датский Ньянадипа Тхера, Нанавира Тхера
- Мьянма —  Вебу Саядо, Таунгпулу Каба-Айе Саядо